# 6. BAFTA-gála
A 6. BAFTA-gálát 1953. március 5-én tartották, melynek keretében a Brit film- és televíziós akadémia az 1952. év legjobb filmjeit és alkotóit díjazta.

## Díjazottak és jelöltek
(a díjazottak félkövérrel vannak jelölve)

### Legjobb film és brit film
The Sound Barrier
- Afrika királynője
- Angels One Five
- The Boy Kumasenu
- Carrie
- Aranysisak
- Cry, the Beloved Country
- Az ügynök halála
- Rivaldafény
- Elhagyottak
- Az első szó
- Csoda Milánóban
- Outcast of the Islands
- A vihar kapujában
- A folyó
- Ének az esőben
- A vágy villamosa
- Viva Zapata!

### Legjobb elsőfilmes
Claire Bloom – Rivaldafény
- Dorothy Alison – Az első szó
- Mandy Miller – Az első szó
- Dorothy Tutin – Bunbury

### Legjobb brit főszereplő
Ralph Richardson – The Sound Barrier
- Jack Hawkins – Az első szó
- James Hayter – Pickwick Klub
- Laurence Olivier – Carrie
- Nigel Patrick – The Sound Barrier
- Alastair Sim – Folly to Be Wise

### Legjobb brit női főszereplő
Vivien Leigh – A vágy villamosa
- Phyllis Calvert – Az első szó
- Celia Johnson – I Believe in You
- Ann Todd – The Sound Barrier

### Legjobb külföldi férfi főszereplő
Marlon Brando – Viva Zapata!
- Humphrey Bogart – Afrika királynője
- Pierre Fresnay – Dieu a besoin des hommes
- Francesco Golisano – Csoda Milánóban
- Fredric March – Az ügynök halála

### Legjobb külföldi női főszereplő
Simone Signoret – Aranysisak
- Edwige Feuillère – Olivia
- Katharine Hepburn – Pat és Mike
- Judy Holliday – The Marrying Kind
- Nicole Stéphane – Vásott kölykök

### Legjobb dokumentumfilm
Royal Journey
- Fisherman Of Negombo
- Highlights Of Farnborough 1952
- Jouney Into History
- Le Mans 1952
- Nature's Half Acre
- Ocean Terminal
- The Open Window
- Opera School
- Rig 20
- The Streamlined Pig

### Legjobb speciális film
Animated Genesis
- Balance 1950
- Basic Principles Of Lubrication
- Demonstrations In Perception
- Machining Of Metals
- Organisation Of The Human
- Body
- To The Rescue
- A Phantasy
- The Carlsen Story
- The Angry Boy
- The Moon
- The Stanlow Story

### Egyesült Nemzetek-díj az ENSZ Alapokmányának egy vagy több elvét bemutató filmnek
Cry, the Beloved Country
- Elhagyottak
- Szomszédok